# Martin Stranz
Martin Stranz (* 5. September 1890 in Berlin; † 15. Mai 1976 in Mendersly, Norfolk) war ein deutscher Rechtsanwalt.

## Werdegang
Stranz war als Rechtsanwalt in Berlin niedergelassen. Wegen seiner jüdischen Abstammung emigrierte er 1939 nach London. Dort war er zunächst als Fabrikarbeiter tätig. Von 1953 bis 1970 stand er in beratender Tätigkeit für die United Restitution Organization.
Er war Herausgeber eines Kommentars zum Wechselrecht.